# Autostrada międzystanowa nr 70

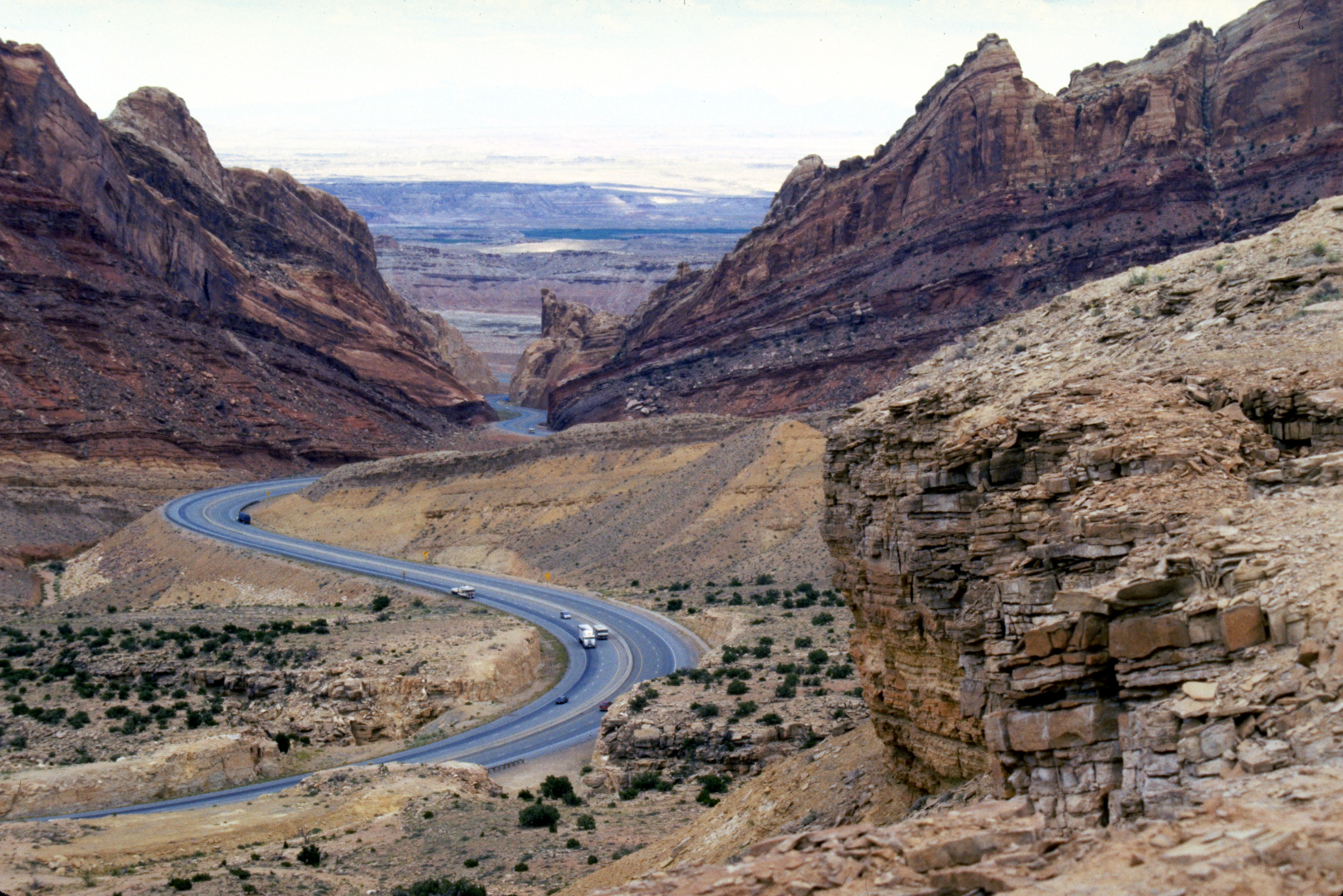
Interstate 70

Interstate 70 jest jedną z dłuższych autostrad międzystanowych w Stanach Zjednoczonych. Rozpoczyna się w Baltimore w Maryland, a kończy się w Utah na skrzyżowaniu z autostradą międzystanową nr 15. Długość autostrady wynosi 3465 kilometrów. 

## Odcinki
| Stan        | Długość | Większe miasta |
| ----------- | ------- | -------------- |
| Maryland    | 150 km  | Baltimore      |
| Pensylwania | 280 km  | Pittsburgh     |
| Ohio        | 362 km  | Columbus       |
| Indiana     | 250 km  | Indianapolis   |
| Illinois    | 250 km  | -              |
| Missouri    | 400 km  | Saint Louis    |
| Kansas      | 680 km  | Kansas City    |
| Kolorado    | 725 km  | Denver         |
| Utah        | 370 km  | -              |